# 小行星7722
小行星7722（7722 Firneis）是一颗绕太阳运转的小行星，为主小行星带小行星。该小行星于1973年9月29日发现。

## 轨道参数
小行星7722的轨道半长轴为2.3515850 UA，离心率为0.076。